# 多久茂明
多久 茂明（たく しげあき）は、江戸時代中期の武士。肥前国佐賀藩士。須古鍋島家7代当主。多久鍋島家（後多久氏）6代当主。

## 略歴
元禄6年（1693年）10月16日、鍋島茂清の子として誕生。宝永2年（1705年）3月、父・茂清の死去により須古家の家督を相続した。正徳4年（1714年）多久茂村が実家の小城鍋島家を相続することとなり、藩主・鍋島吉茂の命により、叔父・茂族に須古家の家督を譲り、正室の実家多久鍋島家（後多久氏）を相続した。
養父・多久茂文の意思を継いで儒学を尊崇し、正徳5年（1715年）に茂文が建てた多久聖廟の祭費や文武稽古料として、領内花祭村、杵島村の内高200石を寄付し、享保7年（1722年）には椎原山を昌平山と改称し、聖廟補修の費用のため寄付した。享保8年（1723年）当役（請役家老）となる。
元文4年（1739年）8月20日死去。享年47。

## 系譜
- 父：鍋島茂清
- 母：不詳
- 養父：多久茂文（1670-1711）
- 正室：曽雄 - 多久茂文の次女
  - 長男：多久茂堯（1716-1769）